# Félix Francisco Casanova
Félix Francisco Casanova (Santa Cruz de la Palma, provincia de Santa Cruz de Tenerife, 28 de septiembre de 1956 – Santa Cruz de Tenerife, 14 de enero de 1976) fue un poeta y escritor canario.

## Biografía
Nacido en la isla de La Palma, Canarias, era hijo del dentista y poeta Félix Casanova de Ayala y de su esposa, Concepción Martín Díaz. Muy pronto llegó a la isla de Tenerife, donde se dedicó a la lectura de poetas clásicos y, sobre todo, a escuchar música, su auténtica pasión. Muy joven fundó un grupo de rock alternativo, Hovno (mierda en español), bastante adelantado a su contexto. Casanova estudiaba el tercer curso de Filología hispánica en la Universidad de La Laguna cuando falleció; en esos años tuvo tiempo de mezclarse con intelectuales como los filósofos José Luis Escohotado o Javier Muguerza, los poetas Carlos Pinto Grote o Arturo Maccanti, los escritores Agustín Díaz Pacheco o Luis Alemany, el catedrático de arte Fernando Gabriel Martín, etc. Según la versión oficial, su muerte se debió a un escape de gas mientras se bañaba en su domicilio.

## Obra
A pesar de la brevedad de su vida, Casanova tuvo tiempo para dejar una obra intensa, original y extraña, plasmada en logros de una asombrosa madurez en el campo de la poesía y la prosa experimental. A los 17 años consiguió con El invernadero (1973) el principal premio de poesía de Canarias, el Julio Tovar. A los 18 años ganó el Pérez Armas de novela con El don de Vorace (1974), una divertida parodia de El túnel, de Ernesto Sabato, como él mismo señaló en alguna ocasión. En una breve nota biográfica para la contraportada del libro, Casanova se definió en estos términos: Yo soy mi propio abuelo viendo a mi infancia jugar. A los 19, un mes antes de su muerte, obtuvo otro premio, otorgado por el periódico La Tarde al poemario Una maleta llena de hojas, que constituye la segunda parte de La memoria olvidada (póstumo, 1980), una de sus más notables aportaciones en el campo de la poesía. Otros poemarios son: Espacio de hipnosis (1971), El sumidero (1972), Nueve suites y una antisuite (1972), Invalido las reglas (1973) y Ocioso en los amaneceres (1973). Con parte de este material, su padre, el poeta Félix Casanova de Ayala, confeccionó tres títulos: Cuello de botella (1976), Estampido del gato acorralado (1979) y Los botones de la piel (1986). Una buena parte de los versos de Félix Francisco Casanova está recogido en el volumen La memoria olvidada. Poesía, 1973-1976, publicado por Ediciones Hiperión en 1990. 
Casanova es también autor de un interesante diario, Yo hubiera o hubiese amado, escrito a lo largo de 1974 y publicado en 1983; aquí reproducimos un extracto del mismo: 

Estos días oigo mucha música, mucha. Siempre estoy naciendo en la música, es inagotable mi sed y también su fuente es inagotable. Y me amansa y me derrama como un cántaro de sangre de montaña, y su amor me toca y soy lo más vulnerable a sus palabras, y mis heridas, mis llagas revenan como un árbol cortado, como el primer día en que amé o leí a Tagore.

 En la actualidad, su influencia en todo el ámbito español es creciente, tal y como demuestra que el poeta Francisco Javier Irazoki le dedicase el poemario Árgoma. Asimismo, el cantautor Jabier Muguruza puso música a un poema de Casanova (A veces, cuando la noche me aprisiona) en el disco Fiordoan. Uno de los premios literarios más importantes convocados en Canarias y dedicado al descubrimiento de nuevos creadores lleva el nombre de este poeta.
La editorial madrileña Demipage ha adquirido los derechos para publicar todas las obras del escritor canario. En abril de 2010 publicó la novela "El don de Vorace" y en octubre del mismo año la antología poética "Cuarenta contra el agua", seleccionada por Francisco Javier Irazoki. Una edición de sus obras completas se publicó en la Editorial Demipage en 2017: Obras completas, prólogo de Fernando Aramburu ; edición revisada por Francisco Javier Irazoki, Primera edición, Madrid : Editorial Demipage, mayo 2017, ISBN 978-84-946175-4-6

## Poemas
Un adolescente aburrido /
es, ciertamente, un paisaje /
muy triste, /
y aún más /
sabiendo que hay mujeres /
que duermen /
con la boca abierta /
y docenas de parejas /
que hacen el amor /
en chino, francés, árabe /
o en el idioma /
de los delfines. /
Por eso hay tantas butacas /
en los cines /
y tantas camas en las casas. //
Y es que la inteligencia /
es erótica /
y el arte perfecto /
el orgasmo (La misma vieja historia).
Las fotografías /
de hermosos jóvenes muertos /
en trajes de baño /
son casi siempre /
el más perfecto /
de los recuerdos (Proverbio yankee)
Los relojes me quieren mal / como al hacer el amor por dinero / me venden un tiempo gastado, / una botella que sólo guarda / el perfume de su licor. // Y así, un vaso de fiebre, / un largo termómetro / como el brazo pálido de un muerto, / me hunden en los sueños sin retorno, / me arrancan el rostro como a un / derrotado boxeador (Síndrome nº 3)

## Premio literario
Desde 1977, el Cabildo Insular de La Palma otorga anualmente el premio Félix Francisco Casanova en dos categorías, narrativa y poesía, en su honor.